# 瓦希古亞
瓦希古亞（法語：Ouahigouya）是西非國家布基納法索的城鎮，也是北部大區和雅滕加省的首府，位於該國北部，距離首都瓦加杜古182公里，海拔高度315米，2006年人口122,677。